# Leiocephalus cubensis
Espèce
Synonymes
- Tropidurus cubensis Gray, 1840

Leiocephalus cubensis est une espèce de sauriens de la famille des Leiocephalidae.

## Répartition
Cette espèce est endémique de Cuba.

## Liste des sous-espèces
Selon The Reptile Database (22 mars 2013) :
- Leiocephalus cubensis cubensis (Gray, 1840)
- Leiocephalus cubensis gigas Schwartz, 1959
- Leiocephalus cubensis minor Garrido in Varona & Garrido, 1970
- Leiocephalus cubensis pambasileus Schwartz, 1959
- Leiocephalus cubensis paraphrus Schwartz, 1959

## Étymologie
Son nom d'espèce, composé de cub et du suffixe latin -ensis, « qui vit dans, qui habite », lui a été donné en référence au lieu de sa découverte, Cuba.
Comme nom commun, on trouve lézard cubain à queue frisée, lézard à queue bouclée, lézard à queue recourbée ou iguane caréné à queue bouclée.

## Publications originales
- [Gray 1840] (en) John Edward Gray, « Catalogue of the species of reptiles collected in Cuba by W. S. MacLeay, esq.; with some notes on their habits extracted from his MS. », Annals and Magazine of Natural History, vol. ser. 1, vol. 5,‎ 840, p. 108-115 (lire en ligne [sur archive.org], consulté en novembre 2023).
- [Schwartz 1959] (en) Albert Schwartz, « Variation in lizards of the Leiocephalus cubensis complex in Cuba and the Isla de Pinos », Bulletin of the Florida Museum of Natural History, vol. 4, no 4,‎ 1959, p. 97-143 (lire en ligne [PDF] sur floridamuseum.ufl.edu, consulté en novembre 2023).
- [Varona & Garrido 1970] (es) Luis Sánchez Varona et Orlando H. Garrido, « Vertebrados de los Cayos de San Felipe, Cuba, Inclyendo una nueva especie de Jutía », Poeyana, vol. 75,‎ 1970, p. 1-26.